# اندی رولند (بازیکن فوتبال، زاده ۱۹۶۵)
اندی رولند (انگلیسی: Andy Rowland; ۱ اکتبر ۱۹۶۵ – ۲۰۱۷) بازیکن فوتبال اهل بریتانیا بود.
از باشگاه‌هایی که در آن بازی کرده‌است می‌توان به باشگاه فوتبال تیورتون تاون، باشگاه فوتبال تورکی یونایتد، و باشگاه فوتبال ساوت‌همپتون اشاره کرد.